# Prise à partie en droit français
En droit français, la prise à partie est l'acte procédural par lequel une partie à un procès reproche une faute grave à un juge dans l'exercice de son activité. Elle se différencie de la récusation qui est fondée sur une méconnaissance du devoir d'impartialité du juge (cette méconnaissance pouvant ne pas être fautive).

## Définition légale
Selon l'article L. 141-3 du code de l'organisation judiciaire, dans sa version issue de la loi n°2007-1787 du 20 décembre 2007 « relative à la simplification du droit » :
« Les juges peuvent être pris à partie dans les cas suivants :
1° S'il y a dol, fraude, concussion ou faute lourde, commis soit dans le cours de l'instruction, soit lors des jugements ;
2° S'il y a déni de justice.
Il y a déni de justice lorsque les juges refusent de répondre aux requêtes ou négligent de juger les affaires en état et en tour d'être jugées.
L'État est civilement responsable des condamnations en dommages et intérêts qui sont prononcées à raison de ces faits contre les juges, sauf son recours contre ces derniers. »

## Procédure de prise à partie
La procédure est fixée par les articles 366-1 à 366-9 du code de procédure civile.
Ainsi la requête aux fins d'autorisation de la procédure de prise à partie est portée devant le premier président de la cour d'appel dans le ressort de laquelle siège le juge concerné (article 366-1 du code de procédure civile).
La requête est présentée par un avocat. À peine d'irrecevabilité, elle contient l'énoncé des faits reprochés au juge et est accompagnée des pièces justificatives (article 366-2 du code de procédure civile).
Le premier président, après avoir recueilli l'avis du procureur général près la cour d'appel, vérifie que la demande est fondée sur un des cas de prise à partie prévus par la loi. La décision du premier président autorisant la procédure de prise à partie fixe le jour où l'affaire sera examinée par deux chambres réunies de la cour. Le greffe porte par tout moyen la décision à la connaissance du juge et du président de la juridiction à laquelle il appartient (articles 366-3 et 366-4 du code de procédure civile).
La décision de refus est susceptible d'un recours devant la Cour de cassation dans les quinze jours de son prononcé. Le recours est formé, instruit et jugé selon la procédure sans représentation obligatoire (« procédure orale ») (article 366-5 du code de procédure civile).
Le juge, dès qu'il a connaissance de la décision autorisant la procédure de prise à partie, s'abstient jusqu'à ce qu'il ait été statué sur la prise à partie. Le requérant assigne le juge pour le jour fixé. A peine d'irrecevabilité de la demande, une copie de la requête, de la décision du premier président et des pièces justificatives sont jointes à l'assignation. Une copie de l'assignation est adressée au ministère public par lettre recommandée avec demande d'avis de réception à la diligence de l'huissier de justice (articles 366-6 et 366-7 du code de procédure civile).
À l'audience, la représentation et l'assistance des parties s'exercent dans les conditions prévues par l'article 931 du code de procédure civile. La cour statue après avis du ministère public (article 366-8 du code de procédure civile).
En matière de déni de justice, le requérant produit deux sommations de juger délivrées par huissier de justice au greffe de la juridiction. Le greffier vise l'original et le transmet au juge. La sommation doit être réitérée passé un délai de huit jours (article 366-9 du code de procédure civile).